# Push Up
Push Up is een nummer van de Britse danceact Freestylers uit 2004. Het is afkomstig van hun album Raw as F**k.
Het nummer haalde de 22e positie in de Britse hitlijsten. In de Vlaamse Ultratop 50 haalde het de nummer 1-positie. In de Nederlandse Top 40 net niet, het bleef steken op nummer 2 maar werd wel Dancesmash op Radio 538. "Push Up" is de enige hit die de Freestylers in Nederland en Vlaanderen hebben gehad.